# Malissol
Malissol est un quartier de la commune de Vienne (38200) 

## Géographie
Malissol se situe sur une colline au bord de la Gère. Malissol est entouré des quartiers de Saint-Benoît et de Charlemagne à l'ouest.

### Quartiers et communes limitrophes
Malissol est entouré des quartiers de Saint-Benoît et de Plan des aures Pont-Évêque au nord.

## Transports

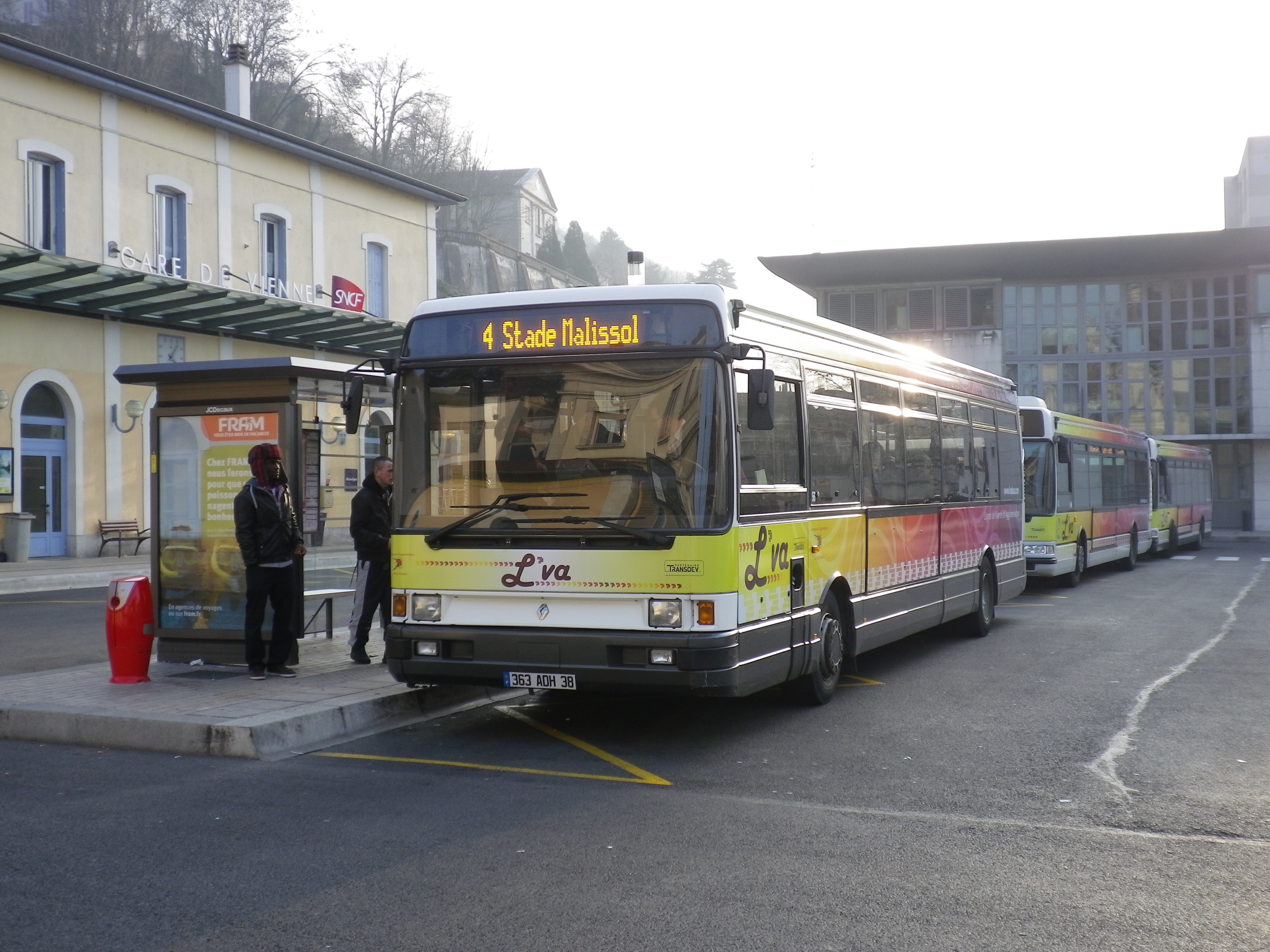
Le secteur de Malissol est desservi par le réseau L'VA

Le quartier est desservi par les lignes 1 et 3 du réseau de bus L'va.

## Histoire
Dans un acte de 1121, le domaine situé entre la Gère et la Suze appartient à l'abbaye Saint-André-le-Bas ; il est donné en 1191 à l'aumône Saint-Paul. Au XVIe siècle, une maison-forte et une tour sont érigées.
En 1966, le département de l'Isère acquiert la propriété Combaudon, qui s'étendait sur 75 hectares. En 1974, la Ville de Vienne achète certains terrains du département. De 1974, 1100 logements sociaux sont construits.
Autrefois une zone urbaine sensible, Malissol devient un quartier prioritaire en 2015 avec 1 714 habitants en 2018 pour un taux de pauvreté de 40 %.

## Édifices publics
- Poste de Malissol
- Maison de quartier de Malissol

## Complexes sportifs
- Stade Saint-Ignace

## Enseignement

### Enseignement primaire

#### École primaire
- École Jean-Rostand[2]

## La Maison de quartier
La Maison de Quartier a ouvert en janvier 1995 dans le but de faciliter et accompagner les habitants dans leurs démarches administratives. Elle se situe à côté de la Poste.